# おかしなレディ・キラー
『おかしなレディ・キラー』（原題: The Fortune）は、1975年製作のアメリカ合衆国の映画。ウォーレン・ベイティとジャック・ニコルソンが競演した喜劇映画である。ストッカード・チャニングは本作品でゴールデングローブ賞の新人女優賞にノミネートされた。

## キャスト
※括弧内は日本語吹替
- フレデリカ・ビガード - ストッカード・チャニング（吉田理保子）
- オスカー・サリヴァン - ジャック・ニコルソン（石田太郎）
- ニッキー・ウィルソン - ウォーレン・ベイティ（羽佐間道夫）
- グールド夫人 - フローレンス・スタンリー
- スキャットマン・クローザース
- ジョン・フィードラー
- クリストファー・ゲスト